# Blatec
Blatec (in tedesco Blatze) è un comune della Repubblica Ceca facente parte del distretto di Olomouc, nella regione di Olomouc.